# Amenia
Amenia (Jmn-j3) va ser una dama egípcia de la XVIII Dinastia. Era la primera esposa de Horemheb, l'últim rei de la dinastia.
Se sap molt poc sobre ella, i sembla que va morir durant el regnat d'Ay o a principis del regnat de Tutankamon, abans que Horemheb governés com a faraó.

## Enterrament
| i | mn · n | i | A | B1 |

| i | mn · n | i | A | B1 |

Amenia va ser enterrada a la tomba de Horemheb, a Saqqara (Memfis), a la sala superior de l'eix IV, al costat de la seva segona esposa Mutnedjmet.
Amenia estava representada a la tomba tant en inscripcions com en estàtues. Possiblement va ser representada en una escena al gran pati de la tomba i en una altra escena a l'entrada de la capella major. A Amenia se la va representar també en estàtues acompanyada de Horemheb trobades a dues de les capelles de la tomba.
Les columnes del segon pati hi tenen escrit el seu nom, a la que li atorguen el títol de Cantant d'Amon.

## Estàtua EA 36
El 2009 es va descobrir que una estàtua doble fins llavors no identificada del Museu Britànic (EA 36) era de fet una estàtua de Horemheb i la seva dona Amenia. L'estàtua va ser adquirida pel Museu el 1837 de la col·lecció Anastasi. 

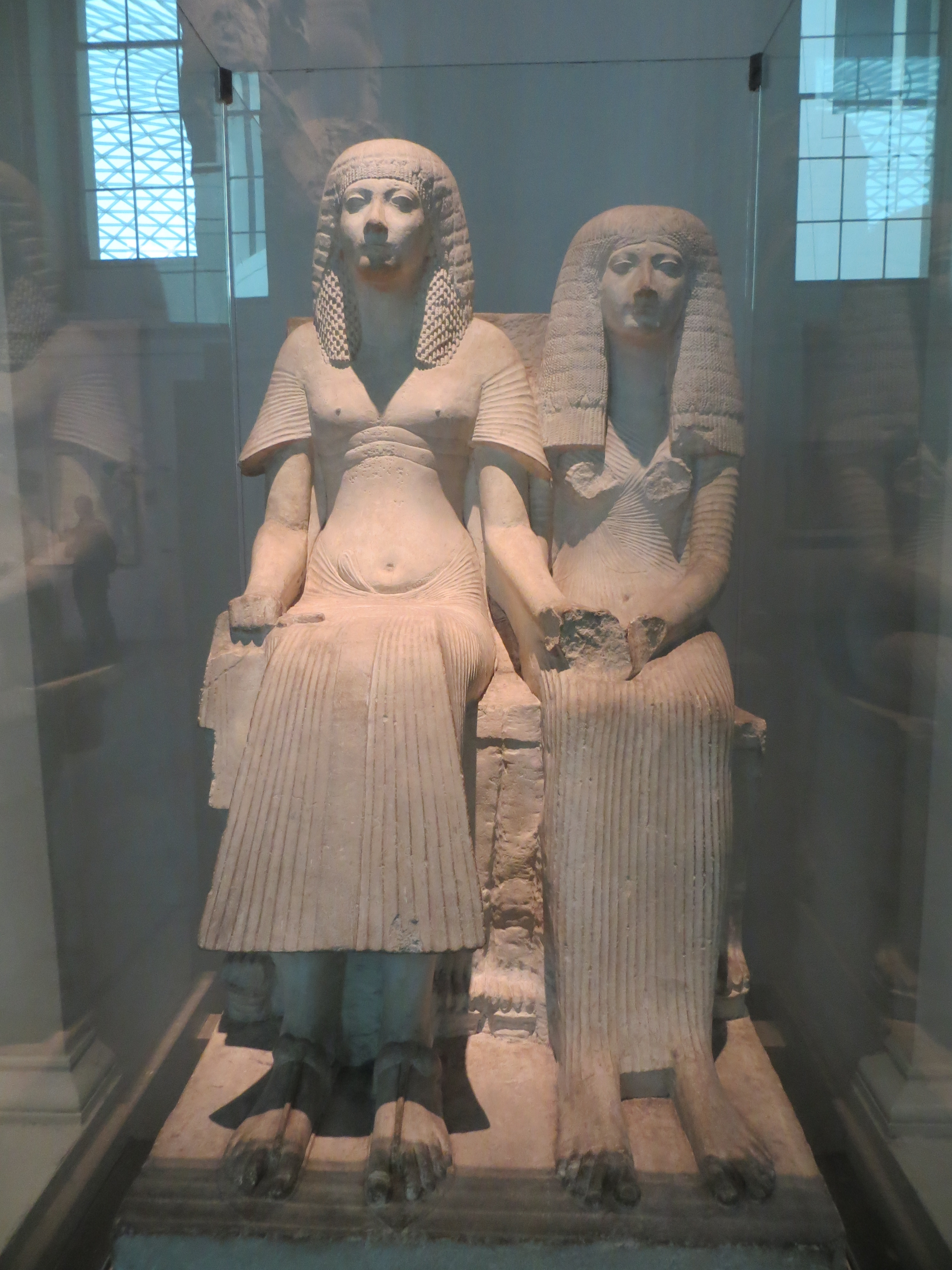
Estàtua de Horemheb i Amenia (Museu Britànic).

La doble estàtua és una mica diferent de les altres estàtues, ja que Amenia hi apareix agafant la mà del seu marit amb les seves dues mans. Les tres mans entrellaçades s'havien trencat. Tot i així, el 1976 es va trobar el frangment de les mans durant l'excavació de la tomba de Horemheb. El 2009 es va fer un motlle de guix d'aquest fragment i es va demostrar que era realment la part que faltava de l'estàtua del Museu Britànic, demostrant així que l'estàtua tenia relació amb la tomba de Saqqara de Horemheb.